# Are marginata
Are marginata är en fjärilsart som beskrevs av Dru Drury 1773. Are marginata ingår i släktet Are och familjen björnspinnare. Inga underarter finns listade i Catalogue of Life.